# Spowodowanie lekkiego uszczerbku na zdrowiu
Spowodowanie lekkiego uszczerbku na zdrowiu – typ występku skierowanego przeciwko zdrowiu człowieka określony przez polski kodeks karny.
Przez lekki uszczerbek na zdrowiu rozumie się naruszenie czynności narządu ciała lub rozstrój zdrowia, inny niż określony w art. 156 § 1 kodeksu karnego, trwający nie dłużej niż 7 dni.

## Typ uprzywilejowany
Osoba, która działa nieumyślnie, podlega grzywnie, karze ograniczenia wolności albo pozbawienia wolności do roku.

## Tryb ścigania
Ściganie spowodowania lekkiego uszczerbku na zdrowiu odbywa się z oskarżenia prywatnego niezależnie od postaci winy, chyba że pokrzywdzonym jest osoba najbliższa zamieszkująca wspólnie ze sprawcą. Jeżeli pokrzywdzonym jest osoba najbliższa, ściganie przestępstwa nieumyślnego spowodowania lekkiego uszczerbku na zdrowiu następuje na jej wniosek.